# Major Sales
Major Sales é um município brasileiro localizado no interior do estado do Rio Grande do Norte, Região Nordeste do país. Situa-se na região do Alto Oeste, a uma distância de 437 quilômetros da capital do estado, Natal. Ocupa uma área de aproximadamente 32 km², com população estimada em cerca de 4 067 habitantes (2024).
A história do município tem suas origens no Sítio Cavas, que surgiu a partir dos anos 1940, tendo como primeiro morador o senhor Aprígio Matias Fernandes.  A área ao seu redor começaria a crescer demográfica e economicamente a partir dos anos 1950, dando origem a um povoado que, pela lei estadual 2 836, de 20 de novembro de 1963, tornou-se distrito do município de Luís Gomes. Em 1967, foi construída uma capela, dedicada à Nossa Senhora do Sagrado Coração, enquanto o povoado ganhava sua primeira escola. Esse crescimento do povoado levou a população local a lutar pela autonomia da vila.
Pela lei estadual 6 298, de 26 de junho de 1992, sancionada pelo governador José Agripino Maia, Major Sales é emancipado de Luís Gomes e se torna um novo município do Rio Grande do Norte, instalado oficialmente em 1º de janeiro de 1997 com a posse do prefeito e dos vereadores eleitos em 1996. O nome do município é uma referência a Francisco Evaristo de Queiroz Sales, natural de Luís Gomes e um dos benfeitores locais.

## Geografia
Com apenas 31,971 km², Major Sales está entre os menores municípios do Rio Grande do Norte em território, ocupando 0,0605% da superfície estadual, dos quais 0,662 km² constituem a área urbana. Distante 429 km da capital do estado, Natal, tem como limites José da Penha (norte e leste), Paraná (sul e leste) e Luís Gomes (oeste). Na divisão do Instituto Brasileiro de Geografia e Estatística (IBGE) vigente desde 2017, o município pertence à região geográfica imediata de Pau dos Ferros, dentro da região geográfica intermediária de Mossoró. Até então, com a vigência das divisões em mesorregiões e microrregiões, fazia parte da microrregião da Serra de São Miguel, na mesorregião do Oeste Potiguar.
O relevo de Major Sales está encravado na Depressão Sertaneja, dentro da área de abrangência das rochas metamórficas do embasamento cristalino, originárias do período Pré-Cambriano médio, com idade entre um bilhão e 2,5 bilhões de anos. Predomina ou solo bruno não cálcico, que apresenta textura entre média e argilosa, ocorrendo também o solo podzólico do tipo vermelho-amarelo eutrófico, mais argiloso e melhor drenado que o primeiro. Ambos, na nova classificação brasileira de solos, constituem os luvissolos. Por serem pouco desenvolvidos, esses solos são cobertos pela vegetação de pequeno porte da Caatinga, sem folhas na estação seca e xerófila, isto é, adaptada a longos períodos secos.
Major Sales possui território cortado pelos riachos Carrapateira, Pintada e Suçuarana, nos domínios bacia hidrográfica do Rio Apodi-Mossoró. O clima, por sua vez, é semiárido, com chuvas concentradas no primeiro semestre. Desde maio de 2004, quando entrou em operação um pluviômetro da Empresa de Pesquisa Agropecuária do Rio Grande do Norte (EMPARN) na cidade, o maior acumulado de chuva em 24 horas atingiu 114,5 mm em 2 de dezembro de 2022, seguido por 106 mm em 4 de agosto do mesmo ano. Março de 2008, com 485 mm, detém o recorde de mês mais chuvoso da série histórica, sendo o maior acumulado anual registrado em 2009, com 1 183,2 mm.
| Dados climatológicos para Major Sales (2004-2020) | Dados climatológicos para Major Sales (2004-2020) | Dados climatológicos para Major Sales (2004-2020) | Dados climatológicos para Major Sales (2004-2020) | Dados climatológicos para Major Sales (2004-2020) | Dados climatológicos para Major Sales (2004-2020) | Dados climatológicos para Major Sales (2004-2020) | Dados climatológicos para Major Sales (2004-2020) | Dados climatológicos para Major Sales (2004-2020) | Dados climatológicos para Major Sales (2004-2020) | Dados climatológicos para Major Sales (2004-2020) | Dados climatológicos para Major Sales (2004-2020) | Dados climatológicos para Major Sales (2004-2020) | Dados climatológicos para Major Sales (2004-2020) |
| Mês                                               | Jan                                               | Fev                                               | Mar                                               | Abr                                               | Mai                                               | Jun                                               | Jul                                               | Ago                                               | Set                                               | Out                                               | Nov                                               | Dez                                               | Ano                                               |
| ------------------------------------------------- | ------------------------------------------------- | ------------------------------------------------- | ------------------------------------------------- | ------------------------------------------------- | ------------------------------------------------- | ------------------------------------------------- | ------------------------------------------------- | ------------------------------------------------- | ------------------------------------------------- | ------------------------------------------------- | ------------------------------------------------- | ------------------------------------------------- | ------------------------------------------------- |
| Precipitação (mm)                                 | 79,5                                              | 158,6                                             | 197,2                                             | 181,1                                             | 84,9                                              | 40,2                                              | 19,2                                              | 11,8                                              | 1,3                                               | 2,1                                               | 1,2                                               | 28,5                                              | 805,6                                             |

## Demografia
A população de Major Sales cresceu a uma taxa anual de 1,84% entre os censos de 2000 e 2010, quando o município possuía 3 536 habitantes, dos quais 82% vivendo na zona urbana, ocupando a 142ª colocação a nível estadual e 4 861ª no país, apresentando uma densidade populacional de 110,6 km². Com 50,54% sendo do sexo feminino e 49,46% do sexo masculino, a razão de sexo era de 97,57. Quanto à faixa etária, 63,63% tinham entre 15 e 64 anos, 26,44% menos de quinze anos e 9,93% 65 anos ou mais.

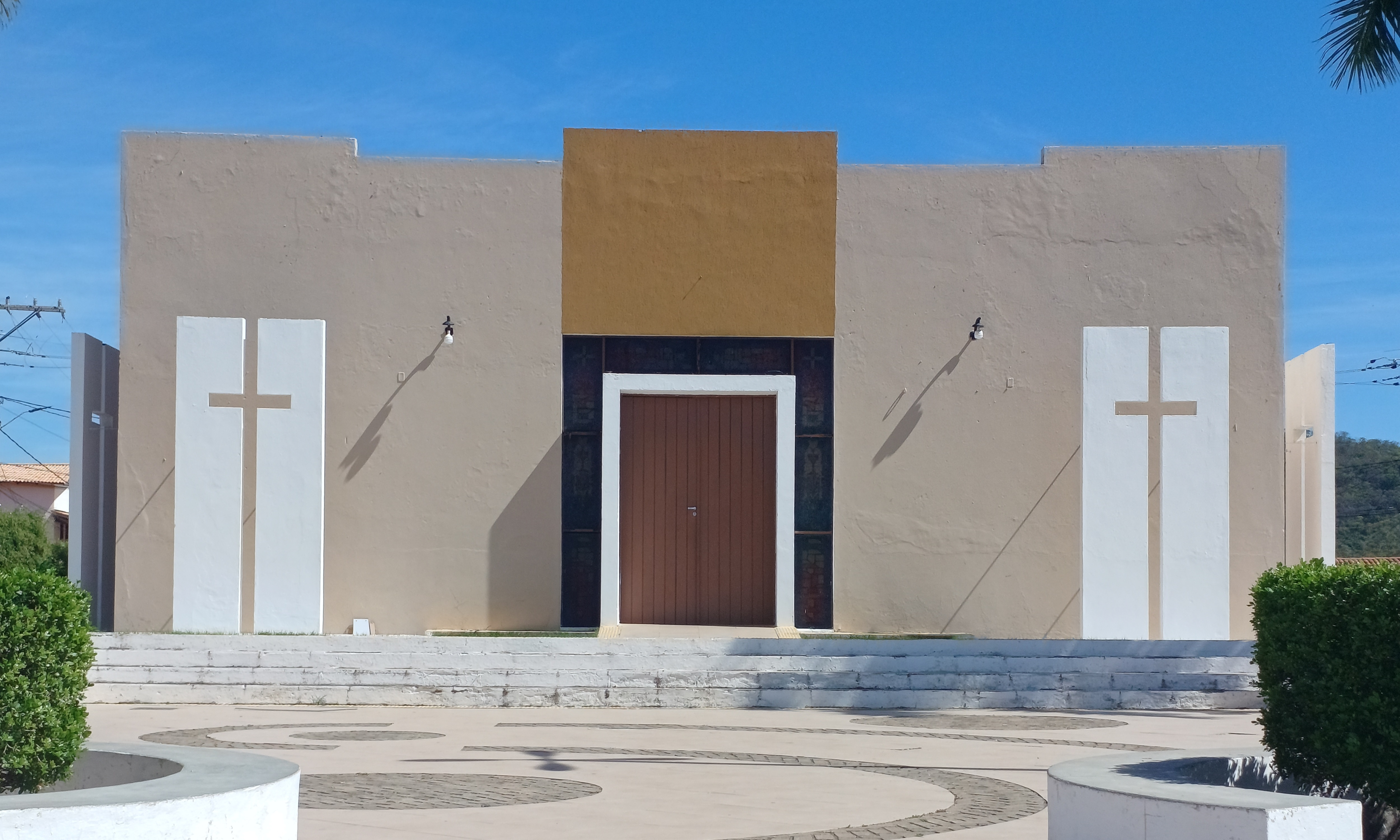
Igreja de Nossa Senhora do Sagrado Coração, padroeira do município

Em relação à cor ou raça da população, 59,85% eram pardos, 38,79% brancos, 1,24% pretos e 0,13% amarelos. Todos os habitantes eram brasileiros natos, sendo que 61,04% destes nasceram no município, dos 90,82% naturais do estado, sendo os 9,18% restantes vindos de outras dez unidades da federação, incluindo o Distrito Federal, sendo a Paraíba (2,11%), São Paulo (2%) e o Ceará (1,36%) os estados com maior presença. Ainda segundo o mesmo censo, 88,42% dos habitantes eram católicos, 9,27% evangélicos, 1,82% sem religião, 0,34% espíritas e 0,15% testemunhas de Jeová. Major Sales tem como padroeira Nossa Senhora do Sagrado Coração e pertence à Paróquia de Luís Gomes, da Diocese de Mossoró. Também existem alguns credos protestantes ou reformados, sendo a Assembleia de Deus a maior denominação.
Major Sales possui Índice de Desenvolvimento Humano (IDH-M) igual a 0,617, considerado médio, sendo o 62º maior do Rio Grande do Norte e o 3 756° do Brasil. Considerando-se apenas o índice de longevidade, seu valor é de 0,774, o valor do índice de renda é de 0,573 e o de educação é de 0,529.Em 2010, 62,3 % da população vivia acima da linha de pobreza, 19,3 % entre as linhas de indigência e de pobreza e 18,4 % abaixo da linha de indigência. No mesmo ano, o índice de Gini era de 0,51 e a participação dos 20% mais ricos no rendimento total municipal era de 55%, valor 18,2 vezes maior que a participação dos 20% mais pobres, que era de apenas 3%.

## Política
De acordo com a lei orgânica de Major Sales, promulgada em 20 de dezembro de 1997, a administração municipal se dá através dos poderes executivo e legislativo, independentes e harmônicos entre si. O prefeito representa o poder executivo e é auxiliado pelo seu gabinete de secretários. Desde a instalação do município ocuparam o cargo as seguintes pessoas:
|        | Nome                                  | Mandato               | Mandato                | Observação                         |
| Início | Nome                                  | Fim                   |                        | Observação                         |
| ------ | ------------------------------------- | --------------------- | ---------------------- | ---------------------------------- |
| 1      | Carlos José Fernandes                 | 1° de janeiro de 1997 | 31 de dezembro de 2000 | Primeiro prefeito eleito           |
| 1      | Carlos José Fernandes                 | 1° de janeiro de 2001 | 31 de dezembro de 2004 | Prefeito reeleito                  |
| 2      | Maria Elce Mafaldo de Paiva Fernandes | 1° de janeiro de 2005 | 31 de dezembro de 2008 | Prefeita eleita                    |
| 2      | Maria Elce Mafaldo de Paiva Fernandes | 1° de janeiro de 2009 | 31 de dezembro de 2012 | Prefeita reeleita                  |
| 3      | Thales André Fernandes                | 1° de janeiro de 2013 | 31 de dezembro de 2016 | Prefeito eleito                    |
| 3      | Thales André Fernandes                | 1° de janeiro de 2017 | 31 de dezembro de 2020 | Prefeito reeleito                  |
| 4      | Maria Elce Mafaldo de Paiva Fernandes | 1° de janeiro de 2021 |                        | Prefeita eleita (terceiro mandato) |

O poder legislativo é constituído pela câmara, formada por nove vereadores. Dentre suas atribuições, estão a votação leis fundamentais à administração e ao executivo, especialmente o orçamento municipal. Major Sales é termo judiciário da comarca de Luís Gomes, de entrância inicial, e pertence à 42ª zona eleitoral do Rio Grande do Norte, possuindo 2 925 eleitores em dezembro de 2021, de acordo com o Tribunal Superior Eleitoral (TSE), o que representa 0,119% do eleitorado potiguar.

## Economia
Em 2012, o Produto Interno Bruto (PIB) do município de Major Sales era de R$ 21 048 mil, dos quais 16 164 mil do setor terciário, R$ 1 753 mil do setor secundário, R$ 1 637 mil do setor primário e R$ 1 493 mil de impostos sobre produtos líquidos de subsídios a preços correntes. O PIB per capita era de R$ 5 806,31.
Segundo o IBGE, em 2013 o município possuía um rebanho de 11 690 galináceos (frangos, galinhas, galos e pintinhos), 3 046 bovinos, 848 suínos, 635 ovinos, 516 caprinos e 66 equinos. Na lavoura temporária de 2013 foram produzidos batata-doce (34 t), feijão (5 t) e milho (4 t), e na lavoura permanente coco-da-baía (24 mil frutos) e manga (43 t). Ainda no mesmo ano o município também produziu 401 mil litros de leite de 759 vacas ordenhadas; quinze mil dúzias de ovos de galinha e 675 quilos de mel de abelha.
Em 2010, considerando-se a população municipal com idade igual ou superior a dezoito anos, 48,5% eram economicamente ativas ocupadas, 38,3% economicamente inativa e 13,2% ativa desocupada. Ainda no mesmo ano, levando-se em conta a população ativa ocupada na mesma faixa etária, 37,04% trabalhavam no setor de serviços, 30,1% na agropecuária, 16,51% no comércio, 9,72% na construção civil, 4,21% em indústrias de transformação e 0,64% na utilidade pública. Conforme a Estatística do Cadastral de Empresas de 2013, Major Sales possuía 22 unidades (empresas) locais, todas atuantes. Salários juntamente com outras remunerações somavam 3 196 mil reais e o salário médio mensal de todo o município era de 1,6 salários mínimos.

## Infraestrutura

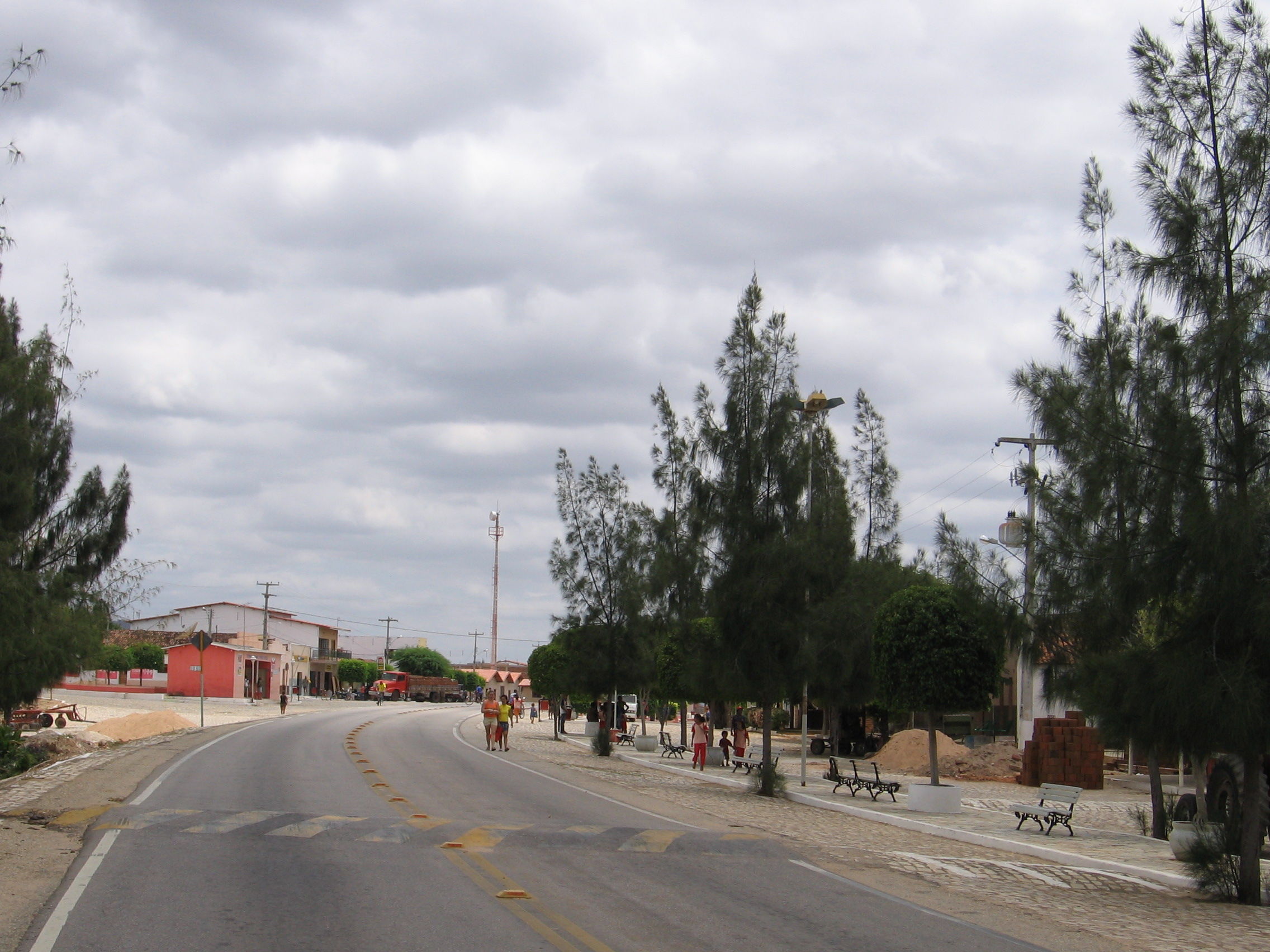
A rodovia federal BR-405 no trecho urbano de Major Sales

O serviço de abastecimento de água é realizado por serviço autônomo, enquanto Companhia Energética do Rio Grande do Norte (COSERN) fornece eletricidade ao município, cuja voltagem da rede é de 220 volts. O serviço telefônico móvel, por telefone celular, é oferecido por duas operadoras, TIM e Vivo, a primeira em 2G e 3G e a segunda em 3G e 4G, sendo 084 o código de área (DDD). Em 2010 64,23% dos domicílios tinham somente telefone celular, 8,17% celular e fixo, 1,74% apenas o telefone fixo e os 17,85% restantes não possuíam nenhum.
A frota municipal em 2014 era de 360 automóveis, 183 motocicletas, 43 caminhonetes, 34 motonetas, dezesseis caminhões, treze micro-ônibus, dois ônibus, uma camioneta e sete em outras categorias, totalizando 659 veículos. Por Major Sales passa a BR-405, que corta a cidade ao meio, existindo também a RN-117, que dá acesso à cidade de Paraná e outras localidades.

### Saúde
A rede de saúde de Major Sales era constituída por quatro centros de saúde, segundo dados de agosto de 2018, dentre elas o Hospital Municipal Mãe Teté, unidade mista que dispõe dos serviços de atendimento ambulatorial, internação, SADT (Serviço Auxiliar de Diagnóstico e Terapia) e urgência e leitos nas especialidades de clínica geral, obstetrícia e pediatria clínicas.  Em 2010, a expectativa de vida ao nascer do município era de 71,46 anos, com índice de longevidade de 0,774, taxa de mortalidade infantil de 22,5 por mil nascidos vivos (até um ano de idade) e taxa de fecundidade de 2,7 filhos por mulher.
Em abril do mesmo ano, a rede profissional de saúde era composta por oito auxiliares de enfermagem, quatro enfermeiros, três médicos (um médico de família, um clínico geral e um cirurgião geral), dois nutricionistas, dois cirurgiões-dentistas, um fisioterapeuta e um farmacêutico, totalizando 21 profissionais. Segundo dados do Ministério da Saúde, entre 2001 e 2011, foram notificados 52 casos de dengue e cinco de leishmaniose em Major Sales. Em 2014, 99,7% das crianças menores de um ano de idade estavam com a carteira de vacinação em dia e, dentre as crianças menores de dois anos pesadas pelo Programa Saúde da Família (PSF), nenhuma estava desnutrida. Major Sales pertence à VI Unidade Regional de Saúde Pública do Rio Grande do Norte (URSAP-RN), sediada em Pau dos Ferros.

### Educação
| 2007 | 3,4 | 3,2 |
| 2009 | 3,7 | 3,1 |
| 2011 | 4,4 | 2,9 |
| 2013 | 4,5 | -   |

O fator "educação" do IDH no município atingiu em 2010 a marca de 0,529, ao passo que a taxa de alfabetização da população acima dos dez anos indicada pelo último censo demográfico do mesmo ano foi de 73,6% (79,5% para as mulheres e 67,6% para os homens). Ainda em 2010, Major Sales possuía uma expectativa de anos de estudos de 10,43 anos, valor acima da média estadual (9,54 anos). A taxa de conclusão dos ensinos fundamental (15 a 17 anos) e médio (18 a 24 anos) era de 56,1%, e 39,9%, respectivamente. Em 2014, a distorção idade-série entre alunos do ensino fundamental, ou seja, com idade superior à recomendada, era de 18,1% para os anos iniciais e 41,9% nos anos finais, sendo essa defasagem no ensino médio de 50,9%.
No censo de 2010, da população total, 1 182 frequentavam creches ou escolas, 1 130 na rede pública de ensino (95,59%) e 52 em redes particulares (4,41%); 609 cursavam o regular do ensino fundamental (51,5%), 160 estavam em creches, 127 no regular do ensino médio (10,76%), 107 na alfabetização de jovens e adultos (9,05%), 57 em cursos superiores de graduação (4,8%), 56 no pré-escolar (12,9%), 34 em classes de alfabetização (2,89%), onze na educação de jovens e adultos do ensino médio (0,96%), nove na educação de jovens e adultos do ensino fundamental (0,77%), oito no mestrado (0,65%) e cinco na especialização de nível superior (0,39%). Levando-se em conta o nível de instrução da população com idade superior a dez anos, 2 048 não possuíam instrução e fundamental incompleto (69,8%), 418 tinham médio completo e superior incompleto (14,24%), 388 ensino fundamental completo e médio incompleto (13,28%) e 73 o superior completo (2,48%), além de oito com nível indeterminado (0,27%). Em 2012 Major Sales possuía uma rede de quatro escolas de ensino fundamental (com trinta docentes), duas do pré-escolar (seis docentes) e uma de ensino médio (dez docentes).

## Cultura

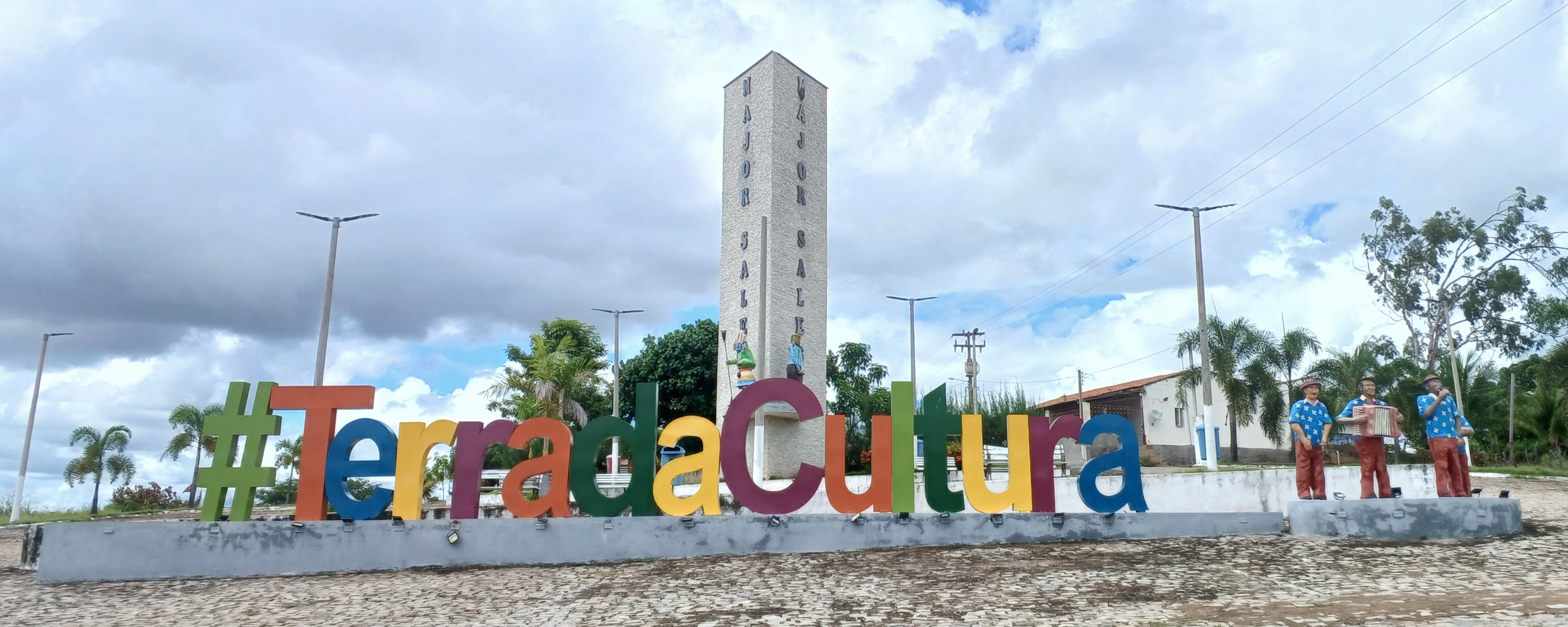
"Major Sales, Terra da Cultura"

No calendário cultural de Major Sales destacam-se o Major Folia (carnaval), realizada em data móvel, que consiste em quatro dias de folia, com animações de bandas musicais; o Concurso dos Caboclos (Malhação de Judas), que ocorre no Sábado de Aleluia, em abril; a Tradicional Festa de Maio, com shows de bandas de forró; a festa de emancipação política, realizada em 26 de junho, na época das festas juninas, cuja programação inclui a salva de 21 tiros, a alvorada festiva, a crônica alusiva ao aniversário de Major Sales e o hasteamento das bandeiras na sede da prefeitura; a Festa de Nossa Senhora Sagrado Coração, que se inicia no dia 2 de outubro, prosseguindo durante nove noites do novenário e terminando no dia 12, com a procissão, percorrendo as principais ruas da cidade com uma imagem da padroeira, e a missa solene de encerramento e o reveillon, que comemora a chegada do Ano-Novo.
Também são realizados eventos com foco no setor esportivo, como a Copa Primo Fernandes, o Campeonato Municipal de Futebol, o Campeonato Municipal de Futsal e a Copa de Karatê, além de corridas de rua. No turismo, as principais atrações são o Açude Gessem, o Centro Turístico Cultural Aprígio Matias, o Museu Cultural de Major Sales e a Praça Central. No artesanato, as principais atividades são as fibras vegetais e a madeira, além da culinária típica. O município também possui grupos de artesanato, bem como de capoeira, carnaval, desenho e pintura, cineclube, dança, literatura, manifestação tradicional popular, música e teatro.